# Moulin-Neuf (Ariège)
Moulin-Neuf település Franciaországban, Ariège megyében. Lakosainak száma 235 fő (2022. január 1.). Moulin-Neuf Cazals-des-Baylès, Lagarde, Roumengoux, Tréziers és Val-de-Lambronne községekkel határos.

## Népesség
A település népességének változása:
| Lakosok száma | 172  | 135  | 149  | 194  | 224  | 231  | 238  | 243  | 240  | 235  |
|               | 1968 | 1982 | 1990 | 2006 | 2013 | 2015 | 2017 | 2019 | 2020 | 2022 |